# マリウス・ラカトゥシュ
マリウス・ラカトゥシュ（Marius Lăcătuş、1964年4月5日 -）は、ルーマニア出身の元サッカー選手、サッカー指導者。ポジションはFW。

## クラブ経歴
ラカトゥシュは1981年にFCブラショフで選手経歴を開始すると、1983年にステアウア・ブカレストへ移籍。ステアウアでは1986年5月にUEFAチャンピオンズカップ 1985-86決勝でFCバルセロナをPK戦の末に下し優勝に貢献。同年12月のトヨタカップにも出場した。東欧革命後の1990年に国外へ活躍の場を求め、イタリアのフィオレンティーナへ移籍、翌1991年にはスペインのレアル・オビエドへ移籍した。1993年に古巣のステアウアに復帰を果たし7シーズン在籍、2000年にナシオナル・ブカレストで短期間プレーした後に現役を引退した。ラカトゥシュはルーマニアリーグ通算414試合に出場し103得点を記録、欧州サッカー連盟主催の国際大会において72試合に出場し16得点を記録した。

## 代表経歴
ルーマニア代表としては、1990年のFIFAワールドカップ・イタリア大会代表メンバーに選出。初戦のソビエト連邦戦では前半40分にスルーパスから抜け出し、セルゲイ・アレイニコフを振り切り右足のミドルシュートで先制。後半9分には巧妙なドリブル突破から相手のハンドを誘い、獲得したPKを自ら決めて2-0の勝利に貢献した。この大会では4試合に出場し同国の決勝トーナメント進出に貢献した。
1994年のFIFAワールドカップ・アメリカ大会代表からは落選したが、その後は1996年のUEFA EURO '96と、1998年のFIFAワールドカップ・フランス大会では代表に選出された。ラカトゥシュはルーマニア代表として国際Aマッチ84試合に出場し13得点を記録した。1997年FIFA欧州選抜に選出し世界選抜との対戦で1得点を挙げる活躍を見せた。

## 引退後
引退後は指導者の道へ進み、2000年にナシオナル・ブカレストのヘッドコーチに就任。パナマ代表のコーチや古巣のFCブラショフの監督などを歴任し、2004年にはサッカールーマニア代表のコーチを短期間務めた。2005年にステアウア・ブカレストの会長に就任したが、現場での仕事を求め、再び監督業に復帰し、2006年から2007年にUTAアラドの監督を務めた。2007年10月28日にシーズン途中に解任されたマッシモ・ペドラッツィーニの後任としてステアウア・ブカレストの監督に就任し、2007-08シーズンを2位で終えた。しかし、2008年10月21日に行われたUEFAチャンピオンズリーグ 2008-09第3節、対オリンピック・リヨン戦の敗戦（3-5でステアウアの敗退）の責任をとり、翌22日に監督を辞任した。
その後、後任のドリネル・ムンテアヌが同年12月16日に成績不振により解任されると、ラカトゥシュが監督に復帰することが、オーナーのゲオルゲ・ベカリにより発表された。同年5月に監督を退任した。2009年10月、FCヴァスルイ監督に任命され、リーグ3位、カップ戦準優勝の好成績を収めたが2010年5月に退任。
2010年9月27日、ステアウアの監督に三度目の就任を果たした 。2011年3月7日、FCブラショフ戦での大敗を受けて辞任した。2012年初め、トゥルグ・ムレシュ監督に就任するが、3試合を指揮して2分け1敗と、未勝利のまま辞任。

## 代表歴

### 出場大会
- ルーマニア代表
  - 1990 FIFAワールドカップ
  - 1998 FIFAワールドカップ

### 試合数
- 国際Aマッチ 84試合 13得点（1984年-1998年）[5]

| ルーマニア代表 | 国際Aマッチ | 国際Aマッチ |
| 年             | 出場        | 得点        |
| -------------- | ----------- | ----------- |
| 1984           | 6           | 1           |
| 1985           | 5           | 2           |
| 1986           | 4           | 1           |
| 1987           | 8           | 0           |
| 1988           | 4           | 0           |
| 1989           | 5           | 0           |
| 1990           | 14          | 4           |
| 1991           | 6           | 0           |
| 1992           | 6           | 1           |
| 1993           | 2           | 0           |
| 1994           | 5           | 1           |
| 1995           | 8           | 2           |
| 1996           | 5           | 1           |
| 1997           | 2           | 0           |
| 1998           | 4           | 0           |
| 通算           | 84          | 13          |